# Aneta Matei
Aneta Matei (nacida Aneta Sieburg, Timișoara, 15 de junio de 1948) es una deportista rumana que compitió en remo como timonel.
Ganó cinco medallas de bronce en el Campeonato Mundial de Remo entre los años 1974 y 1979, y dos medallas en el Campeonato Europeo de Remo, plata en 1972 y bronce en 1973.

## Palmarés internacional
| Campeonato Mundial | Campeonato Mundial        | Campeonato Mundial | Campeonato Mundial |
| Año                | Lugar                     | Medalla            | Prueba             |
| ------------------ | ------------------------- | ------------------ | ------------------ |
| 1974               | Lucerna (Suiza)           | Medalla de bronce  | Cuatro con timonel |
| 1974               | Lucerna (Suiza)           | Medalla de bronce  | Ocho con timonel   |
| 1975               | Nottingham (Reino Unido)  | Medalla de bronce  | Ocho con timonel   |
| 1978               | Cambridge (Nueva Zelanda) | Medalla de bronce  | Cuatro con timonel |
| 1979               | Bled (Yugoslavia)         | Medalla de bronce  | Cuatro con timonel |
| Campeonato Europeo |                           |                    |                    |
| Año                | Lugar                     | Medalla            | Prueba             |
| 1972               | Brandeburgo (RDA)         | Medalla de plata   | Ocho con timonel   |
| 1973               | Moscú (URSS)              | Medalla de bronce  | Ocho con timonel   |